# Venetian Pool

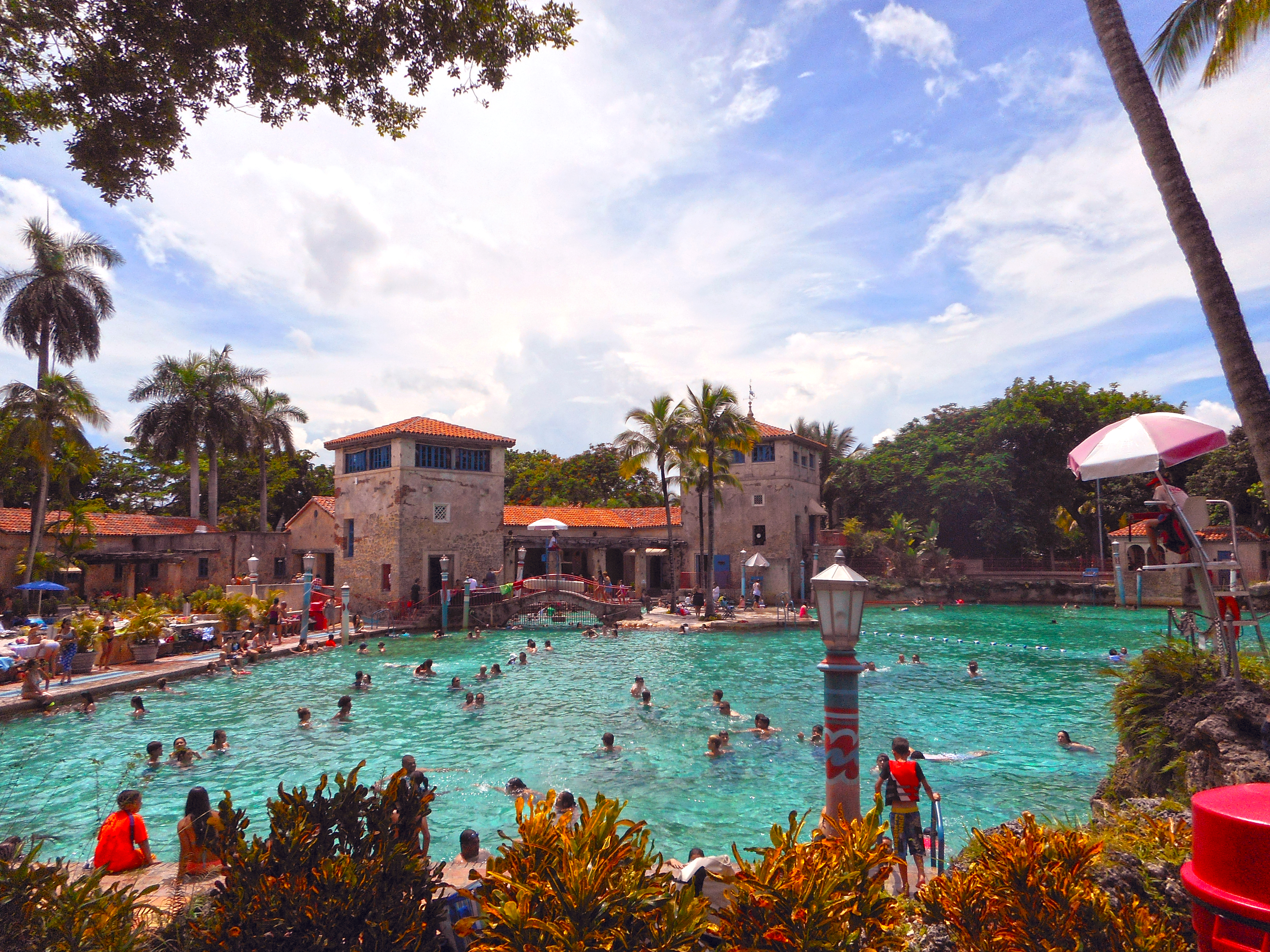
La piscine Vénitienne

La piscine Vénitienne (Venetian pool en anglais) est une piscine publique située à Coral Gables en Floride aux États-Unis.

## Histoire
Créée en 1924 sous l’impulsion du fondateur de la ville George Merrick, elle est taillée dans un bloc de corail. Elle tire son nom de son style architectural résolument vénitien, avec des bâtiments méditerranéens, une cascade et un petit pont vénitien. La Venetian pool est listée au Registre national des lieux historiques.

## Galerie

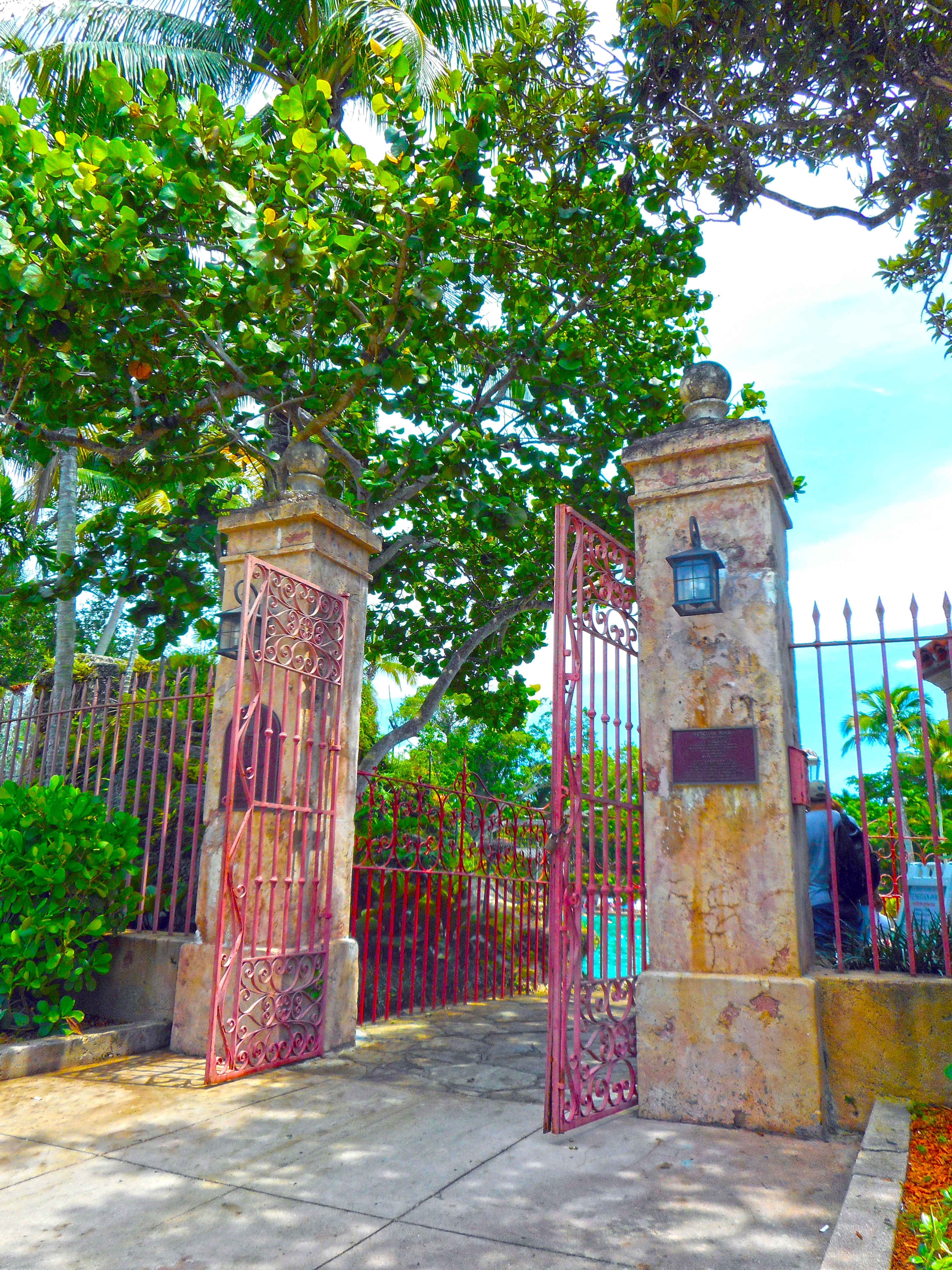
L'entrée principale
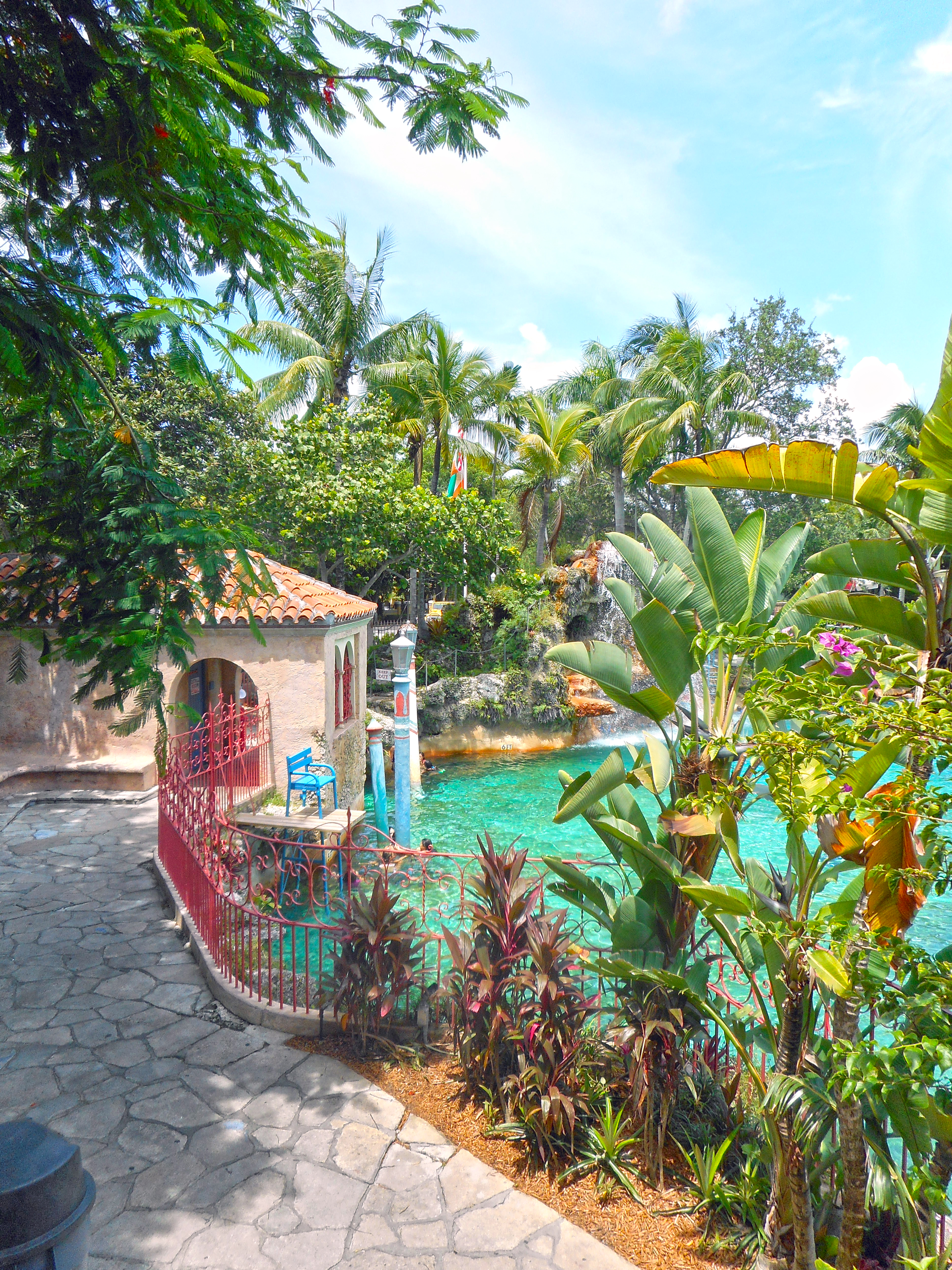
Bâtiment d'entrée
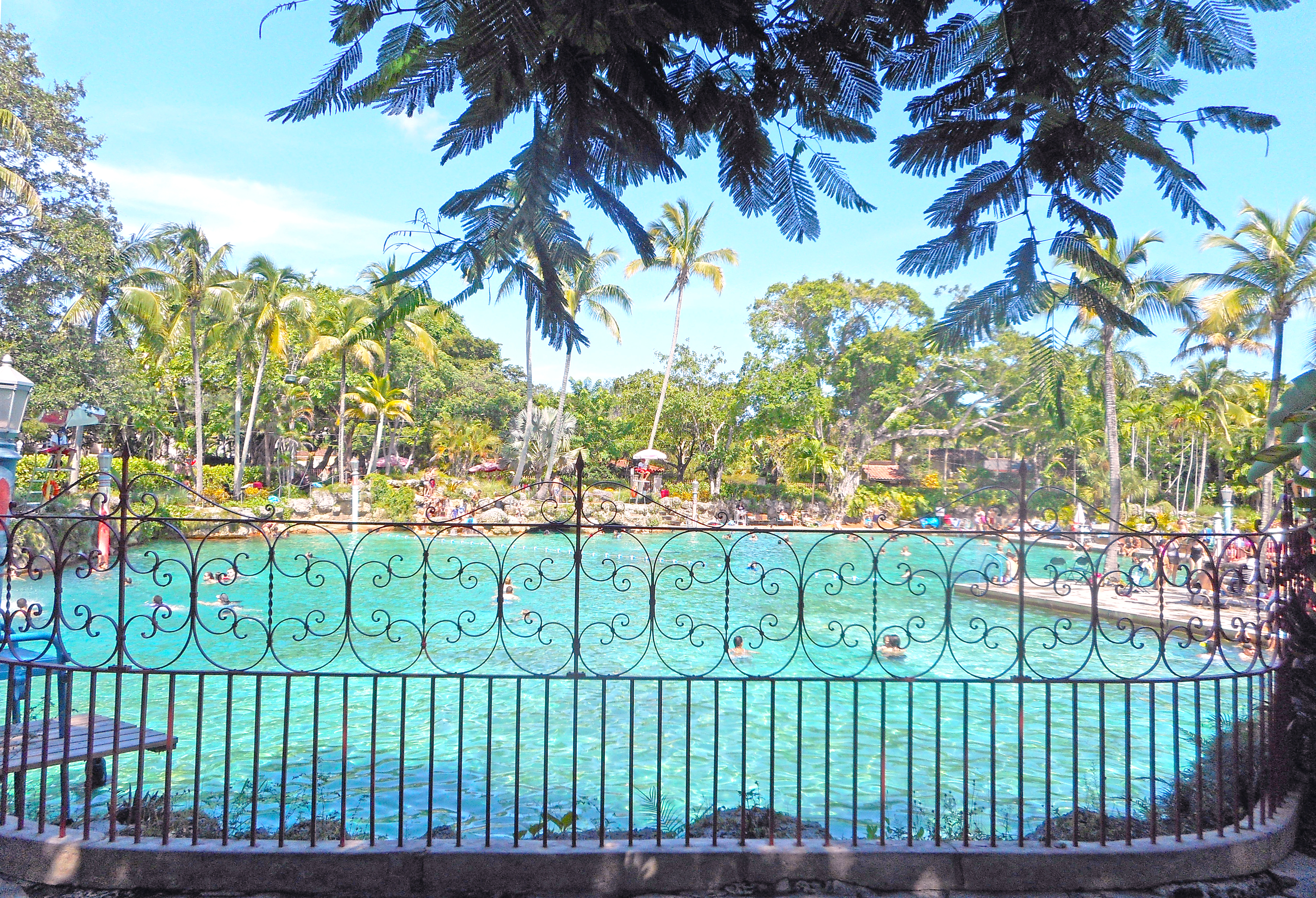
Vue générale
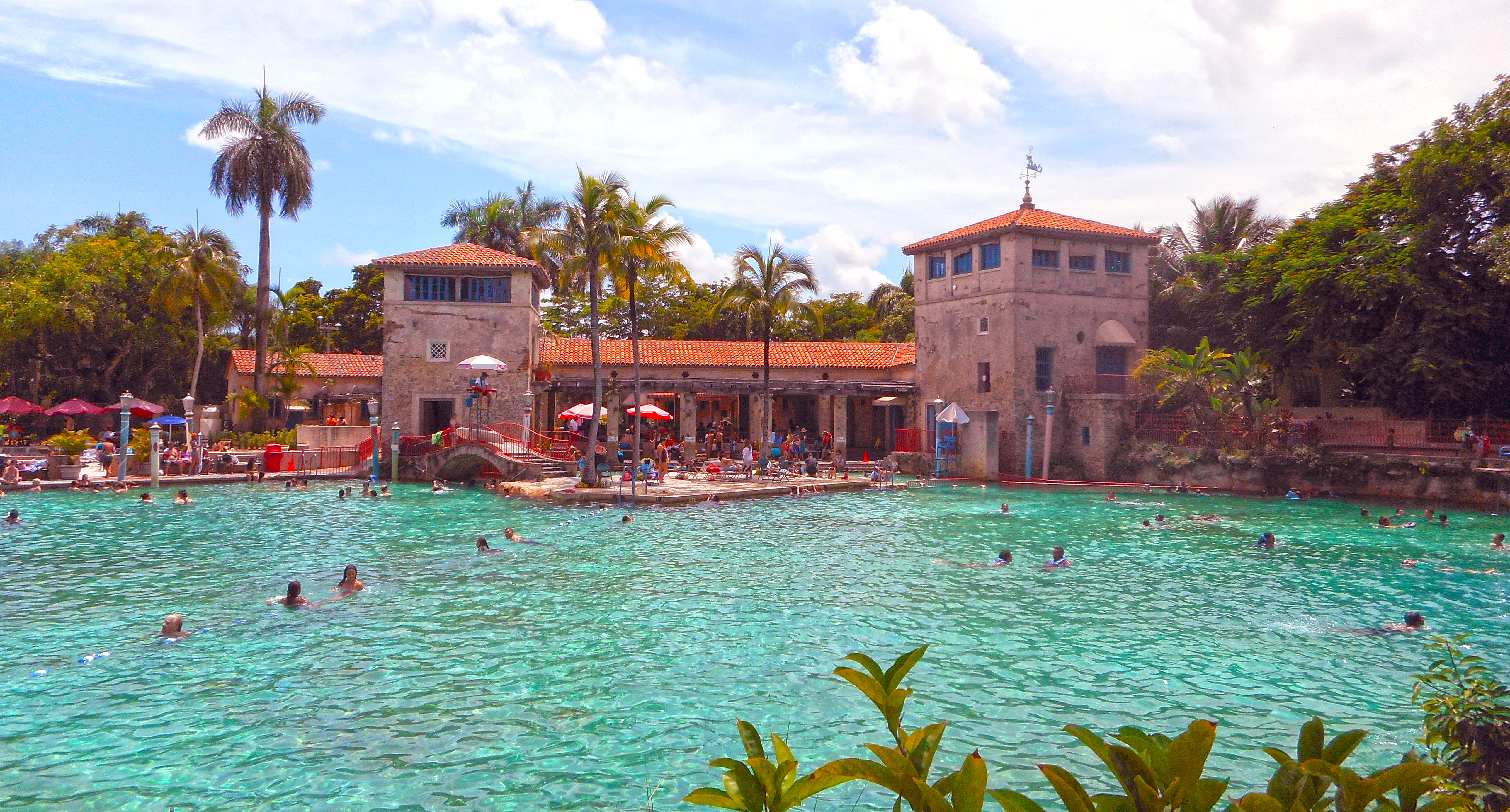
Vue générale